# Ayguatébia-Talau
Ayguatébia-Talau é uma comuna francesa na região administrativa da Occitânia, no departamento dos Pirenéus Orientais. Estende-se por uma área de 29.68 km², com 37 habitantes, segundo o censo de 2018, com uma densidade de 1.2 hab/km².